# Drugera
Drugera is een geslacht van vlinders van de familie tandvlinders (Notodontidae).

## Soorten
- D. mimica Druce, 1911
- D. morona Druce, 1898
- D. pallidiflava Rothschild, 1917
- D. tapella Schaus, 1939
- D. viridicauda Bryk, 1953